# Tartrate monosodique
Le tartrate monosodique ou bitartrate de sodium est le sel acide de sodium de l'acide tartrique de formule chimique C4H5NaO6.
Il est utilisé comme régulateur d'acidité sous le numéro E335. Il peut également être utilisé en tant que réactif analytique dans la détection du cation ammonium en donnant, après réaction, un précipité blanc.